# Pterostichus hudsonicus
Pterostichus hudsonicus är en skalbaggsart som beskrevs av Leconte 1863. Pterostichus hudsonicus ingår i släktet Pterostichus och familjen jordlöpare. Inga underarter finns listade i Catalogue of Life.